# Psychotria retrorsipilis
Espèce
Psychotria retrorsipilis O.Lachenaud  est une espèce de plantes du genre Psychotria. C’est une plante endémique du Cameroun.

## Description
Il s'agit d'un arbuste de 3 m de haut.

## Distribution
En juin 2015 il a été récolté au sud du Cameroun par Vincent Droissart à Ngovayang, dans le massif du même nom, à une altitude de 1 019 m.